# セロ・デ・ラス・メーサス

古典期ベラクルス文化遺跡位置図（英語）

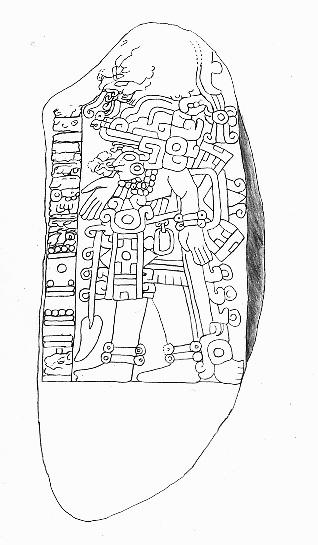
セロ・デ・ラス・メサス、石碑6号

セロ・デ・ラス・メサス（Cerro de Las Mesas）は、メキシコ、ベラクルス州南部に所在する遺跡で、トレス・サポーテスからは、西北西約100km、アルバラード湾の西方24km、ブランコ川の南沿岸の沼沢地とその無名の支流にかこまれたやや小高い砂の高まりの上に立地する。
この沼沢地は、雨季である6月から12月にかけては水浸しになり、通行不能で、居住に適さないような湿地であるが、乾季には、かわいて現在では良好な牧草地として利用される。この沼沢地には、やや小高い砂地の高まりが分布しており、その高さは、一見しただけではどれほど高いのかわからない程で、一番高低差があるものでも45～60cmほどしかない。このような高まりは雨季になると、この沼沢地に「島」のようにあちらこちらに点在するようになる。このような沼沢地の地形が数平方キロメートルにわたって広がっており、そのような高まりのなかでも比較的おおきなものの上にセロ・デ・ラス・メサスのマウンド群が立地している。
1941年にマシュー・スターリング(Stirling, Matthew W.)とフィリップ・ドラッカー(Drucker, Philip)によって率いられたスミソニアン研究所の調査隊によって、先古典期中期から後古典期後期までの層位が確認された他、多数の石碑や石彫、翡翠製品が確認された。石碑や石彫には、オルメカの伝統を受け継いだジャガー＝人間が顔の下半分につけた仮面に表現されたり、頭飾りにつけている神官のような人物が刻まれる。またこれらの石碑のなかには長期暦を刻んでいるものがあり、石碑6号には、9.1.12.14.10(468年)、石碑8号には、9.4.18.16.8(533年)の日付がみられる。
石碑、石彫に刻まれた文字には、オアハカ州のモンテ・アルバンの石碑にみられるサポテカ文字に由来するものも散見される一方、イサパ様式やコツマルワパ様式の影響を受けていると思われるものもみられる。トウシュトラの小像に似たカモの嘴をもった怪人像も発見されている。なお、特記すべきなのは782点というおびただしい量の翡翠の石彫が古典期前期の段階で一時的に埋められているのが確認されたことである。これらの翡翠製品のなかには、グアテマラのマヤ高地、 モンテ・アルバンの影響を受けたものや一定量のオルメカの伝統を忠実に受け継いでいるものがみられる。これらの翡翠製品は、オルメカのように儀式を行う際に用いられたと推定されている。セロ・デ・ラス・メサスは、古典期前期段階で、テオティワカンの影響を強く受けており、円筒型三足土器、カンデレロ、雨神トラロック神の顔を様式化した壷、テオティワカンではおなじみの神々を模した土偶などの出土がみられた。

## 最近の研究
マシュー・スターリングは、1943年にアメリカ民族学局(Bureau Of American Ethnology)で刊行したStone Monuments of Southern Mexicoの中でセロ・デ・ラス・メサスの石碑6号と8号に刻まれた人物は衣裳が酷似しており、石碑5号とChapultepec Stone(「チャプルテペックの石碑」)に刻まれた人物がよく似ていると指摘していた。JustesonとKaufmanは、石碑5号の日付が、9.4.14.1.4.(528年)と解読できることから、石碑6号と8号の人物が同じ人物と考えた場合に、石碑6号の長期暦の日付は9.1.12.14.10.(468年)で 石碑8号の日付は9.4.16.18.8.(533年)で65年間のひらきがあり、在位の年代と考えた場合に不可能ではないが長すぎること、年代的に重複してしまうこと、衣装は似ていても頭飾りがほとんど似ていないことから別の人物ではないかと考える（Justeson and Kaufman2008,pp.179-181）。一方、石碑5号とChapultepec Stoneに刻まれた人物の頭飾りは酷似していて、マヤやサポテカでは、頭飾りに個人ないし特定の人物を表す表現が用いられていることからも同一人物と考えられること、ラ・モハーラ石碑1号に刻まれている王の頭飾りにあるものと同じ「王」を表す接尾辞にもつかわれる短刀を表す文字tukが含まれていることから同じ王を表現していると考える。石碑6号と石碑8号の人物が似ているのは、衣装や姿勢が似ていること、文字が刻まれている部分に手を上に向けた文字が刻まれていることから同じ儀式が行われたことを表現していると考えている。
セロ・デ・ラス・メサスの王の即位順として石碑6号の王（468年、5世紀後半）→石碑5号及びChapultepec Stone(「チャプルテペックの石碑」)の王（528年、6世紀初めごろ）→石碑8号の王（533年、6世紀前半）